# البمارل (کارولینای شمالی)
البمارل (به انگلیسی: Albemarle) شهری در ایالت کارولینای شمالی کشور ایالات متحده آمریکا است که جمعیت آن در سرشماری سال ۲۰۱۰ میلادی، ۱۵٬۹۰۳ نفر بوده‌است.